# 水産路駅
座標: 北緯31度23分2秒 東経121度28分59秒 / 北緯31.38389度 東経121.48306度
水産路駅（すいさんろえき）は中華人民共和国上海市宝山区に位置する上海軌道交通3号線の駅。

## 駅構造

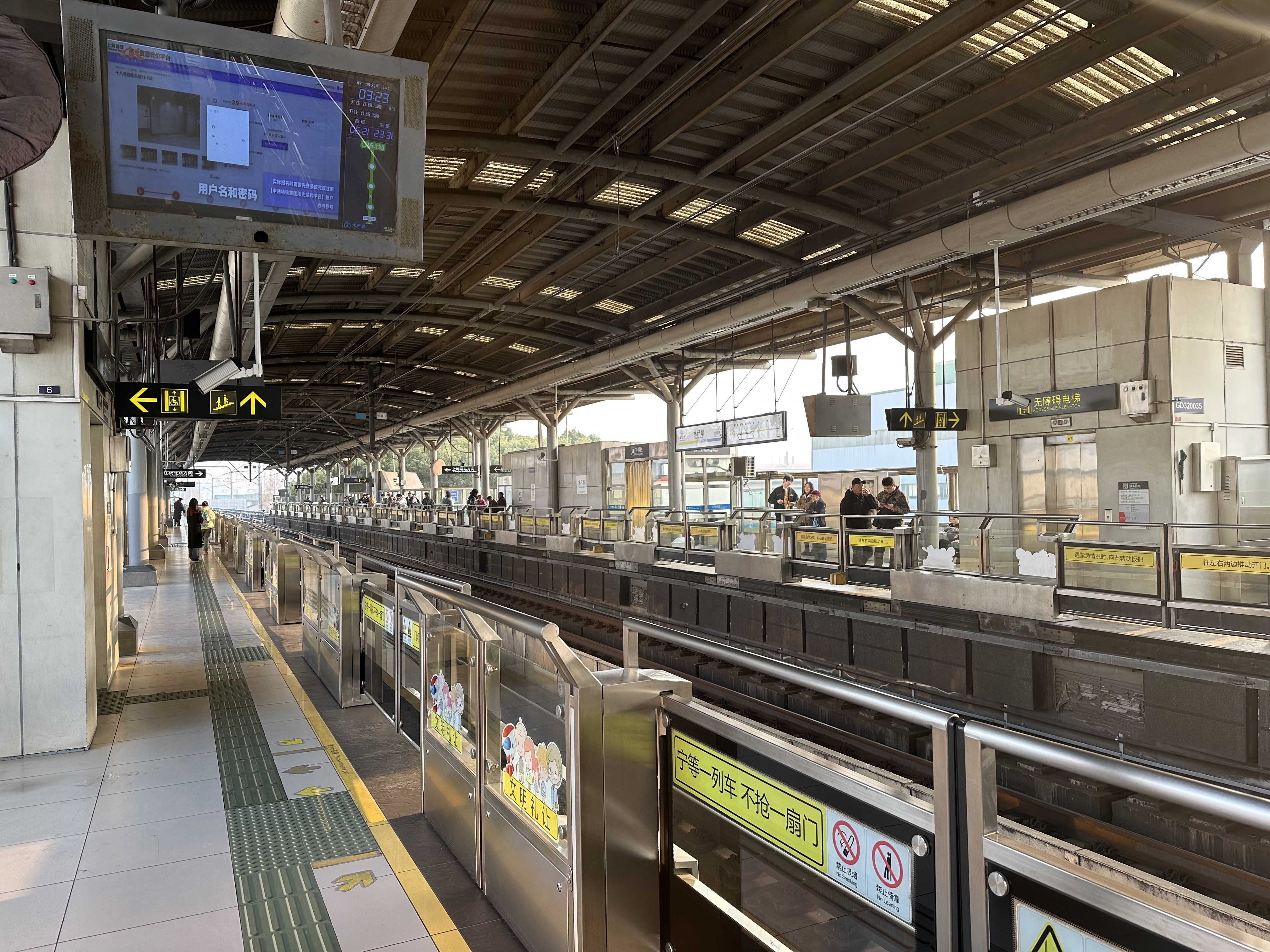
ホーム

相対式ホーム2面2線を有する高架駅。

## 歴史
- 2006年12月18日 - 開業。

## 隣の駅
上海軌道交通
■3号線
淞浜路駅 - 水産路駅 - 宝楊路駅